# Свети Антоний (Никозия)
Вижте пояснителната страница за други значения на Свети Антоний.
„Свети Антоний“ (на гръцки: Ιερός Ναός Αγίου Αντωνίου) е православен храм в чертите на Стария град на кипърската столица Никозия. Разположена е близо до Архиепископския дворец, катедралата „Свети Йоан“ и къщата на Хаджигеоргакис Корнесиос.
Построена е през 17 век и е реставрирана през 18 век, в края на турското господство над страната. Изградена е от златистия пясъчник, добиван по крайбрежието на острова. Църквата е еднокорабна и без купол, подобно на катердралата „Свети Йоан“. Покривът е покрит с керемиди. Има три сводести входа и висока камбанария, изпълнена от дялан камък. В нея са вградени камъни от по-ранна постройка. Интересна част от интериора е дърворезбованият иконостас.
Днес църквата е притисната между по-късно построени сгради, а градината ѝ е унищожена.